# البروس زوراييف
البروس زوراييف (بالروسية: Зураев, Эльбрус Савкуевич)‏ (12 مايو 1982 بفلاديقوقاز في روسيا - ) هو لاعب كرة قدم روسي في مركز الدفاع. لعب مع توربيدو موسكو وسبارتاك فلاديكافكاز ونادي كوبان كراسنودار وFC KAMAZ Naberezhnye Chelny ‏ وFC Avtodor Vladikavkaz ‏ وFC Volgar Astrakhan ‏ ونادي سكا خاباروفسك.

## وصلات خارجية
- البروس زوراييف على موقع قاعدة بيانات كرة القدم.إي يو (الإنجليزية)
- البروس زوراييف على موقع Soccerway.com (الإنجليزية)